# Thaicom 2
O Thaicom 2 foi um satélite de comunicação geoestacionário tailandês da série Thaicom construído pela Hughes, na maior parte de sua vida ele esteve localizado na posição orbital de 78.5 graus de longitude leste e era operado pela Thaicom. O satélite foi baseado na plataforma HS-376L e sua expectativa de vida útil era de 13,5 anos, mas atingiu 16 anos. O mesmo saiu de serviço em novembro de 2010 e foi transferido para uma órbita cemitério.

## Lançamento
O satélite foi lançado com sucesso ao espaço no dia 8 de outubro de 1994 às 21:07 UTC, por meio de um veículo Ariane-44L H10+, lançado a partir do Centro Espacial de Kourou, na Guiana Francesa, juntamente com o satélite Solidaridad II. Ele tinha uma massa de lançamento de 1.080 kg.

## Capacidade
O Thaicom 2 era equipado com 10 (mais 2 de reserva) transponders em banda C e um (mais um de reserva) em banda Ku.